# Rothesay (Écosse)
Pour les articles homonymes, voir Rothesay.
La ville de Rothesay est la principale ville de l'île de Bute, dans la council area d'Argyll and Bute, en Écosse. Elle était le siège du comté de Bute. La ville est le site d'un château médiéval entouré de douves. Rothesay est accessible par traversier à partir de Wemyss Bay, qui est relié par train à Glasgow.
La ville fut pendant longtemps une destination de vacances des habitants de Glasgow. Son quai en bois était beaucoup plus achalandé qu'aujourd'hui. La ville possédait même un tramway électrique traversant l'île vers une de ses plus grandes plages. Le service fut interrompu au milieu des années 1930.

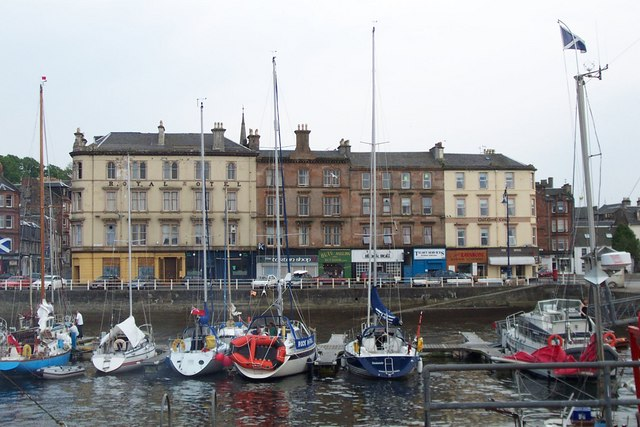
Rothesay

Rothesay est la ville natale de Lena Zavaroni, une enfant vedette notoire.
L'héritier de la couronne britannique est appelé duc de Rothesay en Écosse. Mais, contrairement à son équivalent anglais de duc de Cornouailles, il n'y a aucun duché rattaché à ce titre. La principale propriétaire terrienne de l'île est la marquise de Bute.
La ville possède un club de football (soccer) senior amateur, le Rothesay Brandane F.C. faisant partie de la ligue calédonienne de football amateur.

## Personnalités liées à la ville
- Sheina Marshall (1896-1977), biologiste marine, y est née.
- Johnny Dumfries (1958-2021), pilote automobile.